# Jorge Luis Borges
Jorge Francisco Isidore Luis Borges Acevedo ( udtale ?) (født 24. august 1899 i Buenos Aires i Argentina, død 14. juni 1986 i Geneve i Schweiz) var en argentinsk forfatter.

## Biografi
Jorge Luis Borges er kendt for sine fantastiske fortællinger: de skal være begyndt, da han i febervildelse fik C.S. Lewis' science fiction-roman Out of the Silent Planet læst højt af sin engelske mor. Han har offentliggjort værker under pseudonymerne B. Suarez Lynch og H. Bustos Domecq i samarbejde med Adolfo Bioy Casares. Han forfattede talrige digte, essays, bogkataloger og citatsamlinger og virkede som oversætter.
Borges bliver ofte fejlagtigt nævnt med Gabriel García Márquez som grundlægger af den latinamerikanske litterære retning, magisk realisme. Hans stil ligger tættere op ad fantastisk litteratur, der af Tzvetan Todorov er defineret ved den tvivl læseren oplever som  følge af det uklare skel mellem fiktion og virkelighed; hvor læseren af magisk realisme i højere grad accepterer den magiske virkelighed som grundlæggende præmis. Borges er i dag én af de største sydamerikanske forfattere i det 20. århundrede.
Borges havde en forbavsende almenviden, som først og fremmst blev skabt af hans hjem og afstamning. Han voksede op i Buenos Aires, hans farmor var englænder, hans far underviste i filosofi og psykologi på engelsk. Fra 1914 tilbragte Borges flere år i Schweiz og Spanien, hvor han bl.a. lærte sig tysk, latin og fransk. Han var fortrolig med nordiske sagaer, Kinas litteratur, antikken, den tyske middelalder, det gamle Fjernøsten og Kabbalaen.
Borges' fiktion er meget lærd og altid præcis. Hovedparten af hans mest populære historier beskæftiger sig med tidens karakter, det uendelige, spejle, encyklopædier og labyrinter, virkeligheden og personers identitet – ofte med temaerne anbragt i fantastiske sammenhænge. Fortællingerne drejer sig om livet i Sydamerika, beretninger om folkehelte, soldater, gauchos, detektiver og historiske personer i en blanding af virkelighed, fantasi og facts.
”Tlön, Uqbar, Orbis Tertius” er et eksempel på, hvordan forskellige realitetsplaner blandes og kommer til at påvirke vores verden. Man skal tænke Borges som en del af samme tradition, som J.R.R. Tolkien og C.S. Lewis, nemlig en seriøs bearbejdelse af en fantastisk virkelighed.
Fra 1955 var Borges direktør for det argentinske nationalbibliotek, og skønt han blev blind allerede i 50-års alderen, forhindrede det ham ikke i at være aktiv som forfatter i flere årtier med hjælp fra venner.
I Umberto Ecos Rosens Navn optræder figuren Jorge af Burgos, en klosterbibliotekar, der er inspireret af Borges.

## Værker oversat til dansk
| Titel                              | Genre        | Oversætter                       | År   | Originaltitel                    | År   | Forlag    | ISBN                   |
| ---------------------------------- | ------------ | -------------------------------- | ---- | -------------------------------- | ---- | --------- | ---------------------- |
| Nederdrægtighedens verdenshistorie | noveller     | Morten Søndergaard               | 2000 | Historia universal de la infamia | 1935 | Gyldendal | ISBN 87-00-25898-9     |
| Fiktioner                          | noveller     | Peter Poulsen                    | 1998 | Ficciones                        | 1944 | Gyldendal | ISBN 87-00-25896-2     |
| Aleffen                            | noveller     | Peter Poulsen                    | 1999 | El Aleph                         | 1949 | Gyldendal | ISBN 87-00-25888-1     |
| Andre inkvisitioner                | essays       | Peter Poulsen                    | 2007 | Otras Inquisiciones              | 1952 | Gyldendal | ISBN 978-87-02-04944-2 |
| Borges – en antologi               | blandet      | Per Aage Brandt m.fl.            | 1983 |                                  |      | Sjakalen  | ISBN 87-88175-15-4     |
| Borges og jeg                      | prosa, digte | Morten Søndergaard Peter Poulsen | 2003 | El hacedor                       | 1960 | Gyldendal | ISBN 87-00-48938-7     |
| Syv aftener                        | essays       | Uffe Harder                      | 2000 | Siete noches                     | 1980 | Gyldendal | ISBN 87-00-45734-5     |
| Digte 1923-85                      | digte        | Peter Poulsen                    | 2001 | Obra poética                     |      | Gyldendal | ISBN 87-00-25916-0     |
| Atlas                              | rejser       | Uffe Harder                      | 1987 | Atlas                            | 1984 | Brøndum   | ISBN 87-7385-058-6     |
| Rosa og blåt                       |              | Uffe Harder                      | 1985 | Rosa y azul                      |      | Brøndum   |                        |

## Vigtige værker ikke oversat til dansk
- Inquisiciones (1925)
- Discusión (1932)
- La Biblioteca de Babel (1941)
- Poemas (1943)
- Tlön, Uqbar, Orbis Tertius (1944)
- El Jardin de senderos que se bifurcan (1944)
- El informe de Brodie (1970)
- El oro de los tigres (1972)
- El libro de arena (1975), den er oversat til dansk i 1989: Bogen af Sand
- Libro de sueños (1976)

## Skrevet sammen med andre
- Antología de la litteratura fantástica (1941 med Bioy Casares)
- Introducción a la litteratura norteamericana (1967)
- ¿Qué es el Budismo? (1977 med Alicia Jurado)

## Borges som oversætter
Borges oversatte i løbet af sit liv adskillige forfatteres hovedværker til spansk. Blandt dem kan nævnes:
- G. K. Chesterton
- William Faulkner
- André Gide
- Hermann Hesse
- Franz Kafka
- Rudyard Kipling
- Herman Melville
- Edgar Allan Poe
- Walt Whitman
- Virginia Woolf
- Olaf Stapledon